# Ivan Domingues
Ivan Franco Domingues (Leiria, 5 mei 2006) is een Portugees autocoureur.

## Carrière

### Karting
Domingues maakte zijn autosportdebuut in het karting in 2015 in zijn thuisland Portugal. Vanaf 2016 ging hij ook internationaal karten. In 2019 werd hij tweede in de juniorklasse van het Portugees kampioenschap en nam hij in dezelfde klasse tevens voor het eerst deel aan het Europees kampioenschap. In 2020 eindigde hij als vierde in de juniorklasse van de ROK Cup International Final en nam hij voor het eerst deel aan het wereldkampioenschap. In 2021, zijn laatste jaar in de karts, stapte hij over naar de OK-klasse.

### Formule 4
In 2022 stapte Domingues over naar het formuleracing en maakte hij zijn Formule 4-debuut in het Formule 4-kampioenschap van de Verenigde Arabische Emiraten, waarin hij voor Xcel Motorsport reed. In de eerste twee raceweekenden bleef hij puntloos, maar in de rest van het seizoen stond hij tweemaal op het podium op het Dubai Autodrome en het Yas Marina Circuit. Met 39 punten werd hij zestiende in de eindstand. Vervolgens stapte hij over naar het Italiaans Formule 4-kampioenschap en kwam hierin uit voor het team Iron Lynx. Hij behaalde een pole position op het Autodromo Internazionale Enzo e Dino Ferrari en zijn beste race-uitslag was een zevende plaats in een andere race op hetzelfde circuit. Met 21 punten werd hij vijftiende in het klassement.
In 2023 bleef Domingues actief in de Italiaanse Formule 4, maar stapte hij over naar het team Van Amersfoort Racing. Hij behaalde een podiumfinish op Imola en werd met 56 punten elfde in de eindstand, alhoewel hij het laatste raceweekend miste. Tevens kwam hij uit in het nieuwe Euro 4 Championship voor Van Amersfoort. Een vierde plaats op het Circuit Mugello was zijn beste race-uitslag en ook hier werd hij elfde in de eindstand met 28 punten, maar miste hij tevens het laatste weekend.

### Formule Regional
Eind 2023 maakte Domingues zijn Formule Regional-debuut in het Formula Regional European Championship (FREC) als gastcoureur in de laatste twee raceweekenden voor Van Amersfoort als vervanger van Jesse Carrasquedo jr. Een zestiende plaats in de seizoensfinale op de Hockenheimring Baden-Württemberg was zijn beste resultaat.
In 2024 reed Domingues het hele jaar in het FREC voor Van Amersfoort. In het eerste weekend op Hockenheim behaalde hij direct zijn eerste podiumfinish. Op Mugello kwam hier een tweede podiumplaats bij. Met 78 punten werd hij uiteindelijk tiende in het kampioenschap.

### Formule 3
In 2025 debuteert Domingues in het FIA Formule 3-kampioenschap, waar hij zijn samenwerking met Van Amersfoort voortzet.